# Irene Falcón
Irene Lewy Rodríguez, más conocida como Irene Falcón (Madrid, 1907-El Espinar o Madrid, 19 de agosto de 1999) fue una periodista española de origen judío, secretaria personal de Dolores Ibárruri (1895-1989).

## Biografía
Irene Carlota Berta Lewy y Rodríguez nació el 27 de noviembre de 1907 en Madrid, la segunda de las tres hijas de Siegried Levy Herzberg, comerciante polaco de religión judía y clase media, y de María del Carmen Rodríguez Núñez, una vallisoletana. Sus hermanas fueron Carmen y Enriqueta, secretaria de Santiago Ramón y Cajal. Estudió en el Colegio Alemán de Madrid. Esa educación permitió que Irene hablara varios idiomas y contara con una excelente cultura. A los quince años empezó a trabajar como bibliotecaria de Santiago Ramón y Cajal, para quien traducía artículos de revistas internacionales.
Tras enviudar, su madre para ganar un dinero extra alquilaba habitaciones en su casa de Madrid. Fue así como en 1922, con quince años conoció a César Falcón, un periodista con el que acabó casándose. En 1925 César fue destinado a Londres e Irene decidió acompañarlo y fueron a casarse a Edimburgo, ya que ella era menor de edad y sólo en ese país podía casarse libremente, adoptando el apellido de su marido, razón por la cual en muchos documentos aparece como «Irene Falcón». Mientras vivió en Londres nació su único hijo, Mayo Falcón (1926).
En 1926, viviendo en Londres, comenzó a publicar artículos en El Sol, La Voz y Mundo Obrero, y los firmaba con su nombre de casada, Irene Falcón.
Entre 1933 y 1935 también colaboró en la revista Cultura integral y femenina, una revista en la que tenía cabida todo tipo de asociacionismo feminista activo, ya fuera de derechas o de extrema izquierda. En ella se defendía la emancipación de la mujer a través de la cultura y el conocimiento.
Toda esa actividad de protesta a través de los medios de comunicación hizo que César acabara en la cárcel y más tarde fue expulsado del país, yendo a Francia. De Francia regresaron a España, junto con Prieto, unos días antes de la proclamación de la II República.
Al regresar a España, participó en la fundación la revista Nosotros, la editorial Historia Nueva, la organización Mujeres Antifascistas y el partido Izquierda Revolucionaria y Antiimperialista (IRYA). Finalmente, en 1932 se disolvió su partido e Irene entró en el Partido Comunista de España (PCE) , para el que trabajó como corresponsal en Moscú desde 1934. En el año 1934, trabajando para la revista Mundo Obrero conoció a la dirigente comunista Dolores Ibárruri, con la que empezó a trabajar llegando a convertirse en su mano derecha. Compartieron militancia en la Comisión Femenina del PCE y en la Unión de Mujeres Antifascistas. Ese mismo año fue enviada como corresponsal de Mundo Obrero a Moscú, y regresó en 1937 para convertirse en la principal colaboradora de Dolores Ibárruri durante la guerra civil, cosa que siguió siendo hasta la muerte de ésta en 1989.
En los años de la República fundó junto a su marido el Teatro Proletario, que llevó sus obras por los pueblos de España, y llegó a escribir una obra de teatro, El tren del escaparate (1933). También estrenaron Al rojo de Carlota O'Neill, hermana de Enriqueta O'Neill, que también actuó en el Teatro Proletario y con la que César Falcón tuvo una hija en 1935, la política y activista Lidia Falcón. Este hecho supuso la ruptura matrimonial.
Tras la guerra estuvo exiliada en la Unión Soviética, donde trabajó como corresponsal para el PCE en Moscú a través de Radio España Independiente (REI). En 1952 su pareja, Bedřich Geminder, fue condenado y ejecutado en el contexto del Proceso de Praga  durante las purgas de inspiración estalinistas ocurridas en la República Socialista Checoslovaca. Debido a su relación con Geminder, que le costó años de ostracismo, en el año 1954 perdió su trabajo en La Pirenaica y se trasladó, junto con su hermana Enriqueta (conocida como "Ketty"), a Pekín, donde estableció una radio en lengua española en la que ambas trabajaron como locutoras. Regresó a España en 1977 con la Amnistía, donde comenzó a trabajar en la Fundación Dolores Ibárruri.
En 1996 publicó el libro Asalto a los cielos. Mi vida junto a Pasionaria, que puede considerarse sus memorias. Murió en 1999, unos autores dicen que en Madrid mientras que otros consideran que murió en El Espinar (Segovia).